# 長崎県立佐世保東翔高等学校
長崎県立佐世保東翔高等学校（ながさきけんりつ させぼとうしょうこうとうがっこう, Nagasaki Prefectural Sasebo Tosho High School）は、長崎県佐世保市重尾町の高台にある公立高等学校。略称は「東翔」。
1998年（平成10年）4月に総合学科校となり、佐世保東商業高等学校から佐世保東翔高等学校に改称した。

## 概要
歴史
1949年（昭和24年）に設置された長崎県立川棚高等学校江上分校と長崎県立北松高等学校中里分校を前身とする。この2校が統合され、1955年（昭和30年）に「長崎県立早岐高等学校」、1962年（昭和37年）に「長崎県立佐世保東商業高等学校」と改編・改称を経た後、1998年（平成10年）総合学科校への改編に伴い、現校名となった。
校名の由来
東は旧校名の「佐世保東商業高等学校」の中に入っている文字であり、同時に太陽の昇る方角を表し、新時代の幕開けをたとえることができる。よって新しい時代に対応し、創造性豊かで、たくましい精神を持ち、高い理想を掲げ、空翔る鳥のように、未来に向かって個性的に生き生きと活躍してほしいという願いがこめられている
設置課程・コース
全日制課程 総合学科
- 2・3年時に以下の5系列より自分の進路達成に必要な科目や興味・関心のある科目を中心に授業を選択し、必修科目とともに所定の単位を取得する。（単位制）
  - 1. 人文国際系列 - 国語・英語を中心に読解力や語学力を高める。
  - 2. 自然科学系列 - 理科・数学を中心に自然科学の分野を系統的に学び、進展する科学技術に対応する知識・技能を身につける。
  - 3. ビジネス・観光系列 - 簿記・情報処理等の商業高校で学習する科目に加え、観光についての基本的な知識・技能を身につける。
  - 4. 生活・福祉系列 -　福祉や家庭生活に関する科目で、基礎的な知識・技能を身につける。
  - 5. 芸術文化系列 - 音楽・美術・書道の専門科目で、技術の向上を目指す。

校訓
「創造」 ～新しい感覚と柔らかい発想で常に道を切り開き創造性豊かなたくましい人であれ～
校章
1998年（平成10年）に総合学科校となり、佐世保東翔学校へ改称される際、新しい校章が制定された。生徒・職員に図案が募集され、美術教諭によって図案化された。概観は日の出の光を目指して飛翔する鳥と「東翔」という文字を、日の光が円となって包んでいる。　
校歌
作詞は風木雲太郎、作曲は寺崎良平による。3番まであり、各番とも「東翔 東翔 わが母校」で終わる。
同窓会
「柏東会」と称している。

## 沿革
長崎県立川棚高等学校江上分校
- 1949年（昭和24年）
  - 8月30日 - 長崎県立川棚高等学校江上分校（普通課程1学級 夜間定時制 修業年限4年）の設置が認可される。
  - 9月29日 - 東彼杵郡江上村指方免[4]（北緯33度6分56.3秒 東経129度47分30.3秒 / 北緯33.115639度 東経129.791750度）にあった江上村立江上中学校[5]校舎内に開校。
- 1950年（昭和25年）2月18日 - 昼間普通課程（修業年限4年）を設置。
- 1951年（昭和26年）
  - 4月1日 - 江上村指方免神場（現・佐世保市立江上小学校のそば（北緯33度6分31秒 東経129度46分44.3秒 / 北緯33.10861度 東経129.778972度））にあった旧・江上村青年学校の校舎を改装して完成[6]。
  - 4月12日 - 上記校舎に移転。江上中学校との併設を解消。
- 1952年（昭和27年）2月29日 - 川棚高等学校本校で第1回卒業式を挙行。
- 1954年（昭和29年）
  - 3月4日 - 江上分校校歌[7]を制定。
  - 9月7日 - 江上村の負担で分校校舎の増築が決定。
  - 11月10日 - 当時の江上村収入役の校舎費費消事件が発覚し、増築が中止。
- 1955年（昭和30年）
  - 1月8日 - 分校の早岐地域移転が決定。
  - 3月26日 - 北松高等学校中里分校との統合により、江上分校が廃止。

長崎県立北松高等学校中里分校
- 1949年（昭和24年）
  - 9月2日 - 長崎県立北松高等学校中里分校の設置が認可される。昼間定時制 農業課程1学級（定員40名）、農村家庭課程1学級（定員40名）を設置。
    - 佐世保市北部に高等教育機関がなかったため、佐世保市が長崎県に要望して、実現した。

  - 9月27日 - 佐世保市中里両免905番地（現・佐世保市立中里中学校体育館あたり（北緯33度12分15.3秒 東経129度41分23.7秒 / 北緯33.204250度 東経129.689917度））に開校。
- 1954年（昭和29年）4月1日 - 希望者が少なかったため、農業課程1学級（定員40名）と農村家庭課程1学級（定員40名）を1学級（農業課程20名＋農村家庭課程20名）に改編。
- 1955年（昭和30年）3月31日 - 川棚高等学校江上分校との統合・早岐高等学校の新設に伴い、中里分校を閉校。ただし早岐高等学校中里教室として、校舎は継続使用。

長崎県立早岐高等学校
- 1955年（昭和30年）
  - 4月1日 - 川棚高等学校江上分校と北松高等学校中里分校が統合され、佐世保市早岐町に「長崎県立早岐高等学校」（昼間定時制 普通課程1学級）が設立。
    - 早岐陣の内免1番地の佐世保市立早岐小学校校舎（北緯33度8分23.2秒 東経129度47分51.4秒 / 北緯33.139778度 東経129.797611度）を仮校舎とする。

  - 5月14日 - 開校。
- 1956年（昭和31年）
  - 4月1日 - 中里教室の農村家庭課程を廃止し、早岐高等学校本校に家庭課程半学級（定員20名）が設置。
  - 8月11日 - 早岐陣の内免100番地（現・佐世保市立早岐中学校校地（北緯33度8分38.1秒 東経129度47分49.6秒 / 北緯33.143917度 東経129.797111度））に早岐高等学校本校舎（第1期工事）が完成し移転。
- 1957年（昭和32年）
  - 3月20日 - 大蔵省国有財産中央審議会において、旧軍港市転換法に基づき、元・佐世保海軍軍需部早岐倉庫敷地を無償で譲渡することが議決される。
  - 3月31日 - 中里教室が廃止され、農業科が早岐高等学校本校に設置される。なお旧・中里教室は佐世保市立中里中学校に譲渡。
  - 6月25日 - 校訓（「自主自律・至誠勤勉・敬愛親和」）を制定。
  - 8月21日 - 校歌を制定。作詞は校歌制定委員会、作曲は竹沢貞次郎による。歌詞は3番まである。
- 1962年（昭和37年）3月31日 - 早岐高等学校としての生徒募集を停止。
- 1965年（昭和40年）
  - 2月25日 - 早岐高等学校最後の卒業式が佐世保東商業高等学校第1回卒業式とともに挙行。
  - 3月31日 - 早岐高等学校が閉校。

長崎県立佐世保東商業高等学校
- 1962年（昭和37年）
  - 4月1日 - 全日制課程に切り替え、「長崎県立佐世保東商業高等学校」を設置開校。商業科4学級[8]を設置。
  - 4月9日 - 早岐中学校体育館にて第1回入学式を挙行。
  - 6月20日 - 鉄筋コンクリート造3階建ての新校舎が完成。
  - 11月22日 - 開校式を挙行。この日を開校記念日に制定。
- 1963年（昭和38年）10月5日 - 早岐神社にて新校旗入魂式を挙行。
- 1967年（昭和42年）10月20日 - 体育館が完成。
- 1972年（昭和47年）11月22日 - 新校歌（現校歌）が完成。
- 1973年（昭和48年）4月1日 - 商業科8学級のうち、2学級を事務科2学級を設置。
- 1982年（昭和57年）3月24日 - 佐世保市重尾町425番地3（現在地）に新校舎が完成。
- 1983年（昭和58年）3月31日 - 新校舎に移転[9]。
- 1990年（平成2年）
  - 4月1日 - 事務科2学級を情報処理科に改編。
  - 7月2日 - 校舎裏のがけが崩れ、シャワー室が半壊、燃料庫が全壊する。
- 1995年（平成7年）
  - 4月26日 - 第2体育館が完成。
  - 12月 - 中国への修学旅行を実施。
- 1996年（平成8年）- グラウンド改修に伴い、この年度の体育祭を中止。

長崎県立佐世保東翔高等学校
- 1998年（平成10年）4月1日 - 商業科、情報処理科を総合学科へ改編。同時に校名変更し、長崎県立佐世保東翔高等学校（現校名）となる。
- 2004年（平成16年）10月30日 - （早岐高等学校の設立年から数えて）創立50周年記念式典を挙行。
- 2005年（平成17年）4月1日 - 総合学科[10]、1学年5学級編成となる。

## 学校行事
前期
- 4月 - 前期始業式、入学式、PTA入会式、新入生宿泊研修、歓迎遠足
- 5月 - 高総体壮行会
- 6月 - （高総体壮行会）高総体、第1回考査
- 7月 - 校内球技大会、夏季補習
- 8月 - 高3夏季補習、中学生1日体験入学、平和学習（9日 長崎原爆の日）
- 9月 - 体育祭、東翔祭（文化祭）、生徒会役員選挙、第2回考査（～10月）
- 10月前半 - 前期終業式、秋休み

後期
- 10月中間 - 後期始業式
- 11月 - 県総文祭、開校記念日（22日）、マラソン大会、第3回考査（～12月）
- 12月 - 冬季補習
- 1月 - 高3冬季補習、高3大学入試センター、高2修学旅行、高3第4回定期考査
- 2月 - 高校推薦入試、高1・2第4回定期考査
- 3月 - 卒業式、校内球技大会、後期終業式

## 部活動
運動部
- バスケットボール部
- バレーボール部（女）
- バドミントン部（女）
- 空手道部
- 剣道部
- 卓球部
- テニス部（男）
- ソフトテニス部（女）
- ソフトボール部（女）
  - 佐世保東商業高等学校時代、1975年（昭和50年）・1977年（昭和57年）・1979年（昭和59年）の3回、長崎県高等学校総合体育大会（通称、高総体）で優勝し、全国大会に出場した。
- ホッケー部（女）
- 陸上部
- 野球部（男）
- サッカー部（男）

文化部
- 吹奏楽部
- 美術部
- 演劇部
- 新聞部
- 文芸部
- 放送部
- JRC（Junior Red Cross）
- ビジネスライセンス部 - 資格取得を目指す。
- 書道部

かつて存在した部活動
- 体操部（男）
  - 佐世保東商業高等学校時代の1983年（昭和53年）と1985年（昭和60年）の2回、長崎県高総体団体の部で優勝し、全国大会に出場した。

## 著名な出身者
佐世保東商業高校時代
- 巻来功士 - 漫画家
- 山岡厚子 - 元女優

佐世保東翔高校
- TAKAHIRO（田﨑敬浩） - EXILE
- 諸岡なほ子（ローカルタレント）-（SASEBOキャンディーズ・レポーター・佐世保観光大使）

## アクセス
最寄りの鉄道駅
- JR九州 佐世保線・大村線 「早岐駅」から徒歩30分

最寄りのバス停
- 西肥バス
  - 「佐世保東翔高校」行き[11] - 終点「佐世保東翔高校」バス停で下車。
  - 小森橋経由「重尾」・「長畑町」行き - 「佐世保東翔高校入口」下車後、徒歩5分。

最寄りの県道
- 長崎県道222号平瀬佐世保線

## 周辺
学校
- 佐世保市立広田小学校
- 佐世保市立広田中学校

その他
- 金田川